# 軟件版本週期

軟體版本週期

軟體版本週期是指電腦軟體的發展及發行過程，如右图，从pre-alpha（準預覽版本）發展到alpha（预览版本）、beta（测试版本）、released candidate （最终测试版本）至最後的release/gold（完成版）。

## 開發期

### pre-alpha
有時候軟體會在alpha或beta版本前先釋出pre-alpha版本。一般而言相對於alpha或beta版本，pre-alpha版本是一個功能不完整的版本。

### alpha
alpha版本仍然需要測試，其功能亦未完善，因為它是整個軟體釋出周期中的第一個階段，所以它的名稱是「alpha」，希臘字母中的第一個字母「α」。
alpha版本通常會送到開發軟體的組織或某群體中的軟體測試者作內部測試。在市場上，越來越多公司會邀請外部客戶或合作夥伴參與其測試。這令軟體在此階段有更大的可用性測試。
在測試的第一個階段中，開發者通常會進行白盒測試。其他測試會在稍後時間由其他測試團體以黑盒或灰盒技術進行，不過有時會同時進行。

### beta
beta版本是軟件最早對外公開的軟體版本，由公司外的第三方開發者和業餘玩家等參與公眾測試。 因為是alpha的下一個階段，所以為第二个希臘字母beta (β)。 一般來說，beta包含所有功能，但可能有一些已知問題和較輕微的程序错误（bug），要進行除錯（debug）。beta版本的測試者通常是開發軟體的組織的客戶，他們會以免費或優惠價錢得到軟體。Beta版本亦作為測試產品的支援和市場反應等。
其他情況不同企業有不同的稱法，例如微軟曾以community technology preview（簡稱CTP，中文稱為「社群技術預覽」）為發佈軟體的測試版本之一，微軟將這個階段的軟體散佈給有需要先行試用的使用者或廠商，並收集這些人的使用經驗，以便作為進一步修正軟體的參考。

### release candidate
release candidate（簡稱RC）指可能成為最終產品的候選版本，如果未出現問題則可釋出成為正式版本。在此階段的產品通常包含所有功能、或接近完整，亦不會出現嚴重問題。
多数开源软件会推出两个RC版本，最後的RC2則成為正式版本。闭源软件较少公开使用，微軟公司在Windows 7上应用此名稱。蘋果公司把在這階段的產品稱為「golden master candidate」（簡稱GM candidate），而最後的GM即成為正式版本。而 iOS 自 14.2 开始亦采用 RC 称呼处于此阶段的版本状态。

## 完成期

### 生产商发放
生产商发放（release to manufacturing，缩写RTM）是软件产品准备交付时使用的术语，來自於以前還需要使用實體載具（光碟，硬盤等）來進行安裝的時代。某些電腦程式以「RTM」作為軟件版本代號，例如微軟Windows 7發行零售版前的RTM版本主要是發放給組裝機生產商用，使製造商能夠提早進行整合工作或解決軟件與硬件設備可能遇到的錯誤。RTM版本不一定意味著創作者解决了軟件所有問題；仍有可能向公眾發布前更新版本。以Windows 7為例：RTM版與零售版的版本號是一樣的。

### 一般可用
一般可用（general availability, 缩写GA）是所有必要的商业活动已经完成，该软件产品已经可以发售的阶段。然而，这取决于语言、地域和电子设备与媒体的可用性，有些地區之間可能會有上市時間的延遲。商业活动可能也包括安全性和合法测试，以及本地化和全球销售的可能性评估。RTM与GA的间隔可能会是1周或几个月，因为在此过程中需要进行许多商业活动。在这个阶段，可以说软件已经“上线”了。

### 网络分发
网络分发（release to the Web，缩写RTW），或称Web发布，是一种利用互联网进行分发的软件交付方式。制造商在这种类型的发布中并不生产实体软件工具，而會藉由OTA來進行發放。随着互联网使用人数的增长，RTW变得越来越普遍。

### 稳定版
稳定版本来自预览版本释出使用与改善而修正完成，通常是初始版本進行幾個小更新後的版本。为目前所使用的软件在符合需求规格的硬件与操作系统中运行不会造成严重的不相容或是硬件冲突，其已受过某定量的测试无误后所释出者。

## 软件
在软件的生命周期内，有时会发布新版本、补丁或服务包。例如Windows XP，其32位有3个服务包，64位版本有两个。这些服务包包含以单个可安装软件包的形式提供的更新、补丁和功能增强，也有新功能提供。一些软件，例如防病毒软件和游戏，需要长期的更新支持。

### 软件寿命结束
当软件不再销售并已被停止支持时，该产品即达到使用寿命终止阶段。但忠实用户群可能会继续存在，甚至是持续很久。例如Windows 7尽管已于2015年和2020年分别停止主流支持和扩展支持，但在全球仍有一定的占有率。而Windows XP更是在支持结束6年后（2020年）市场占有率才终于跌破1%，甚至导致微软在支持结束后多次破例为Windows XP发布紧急安全补丁。